# Cavaca

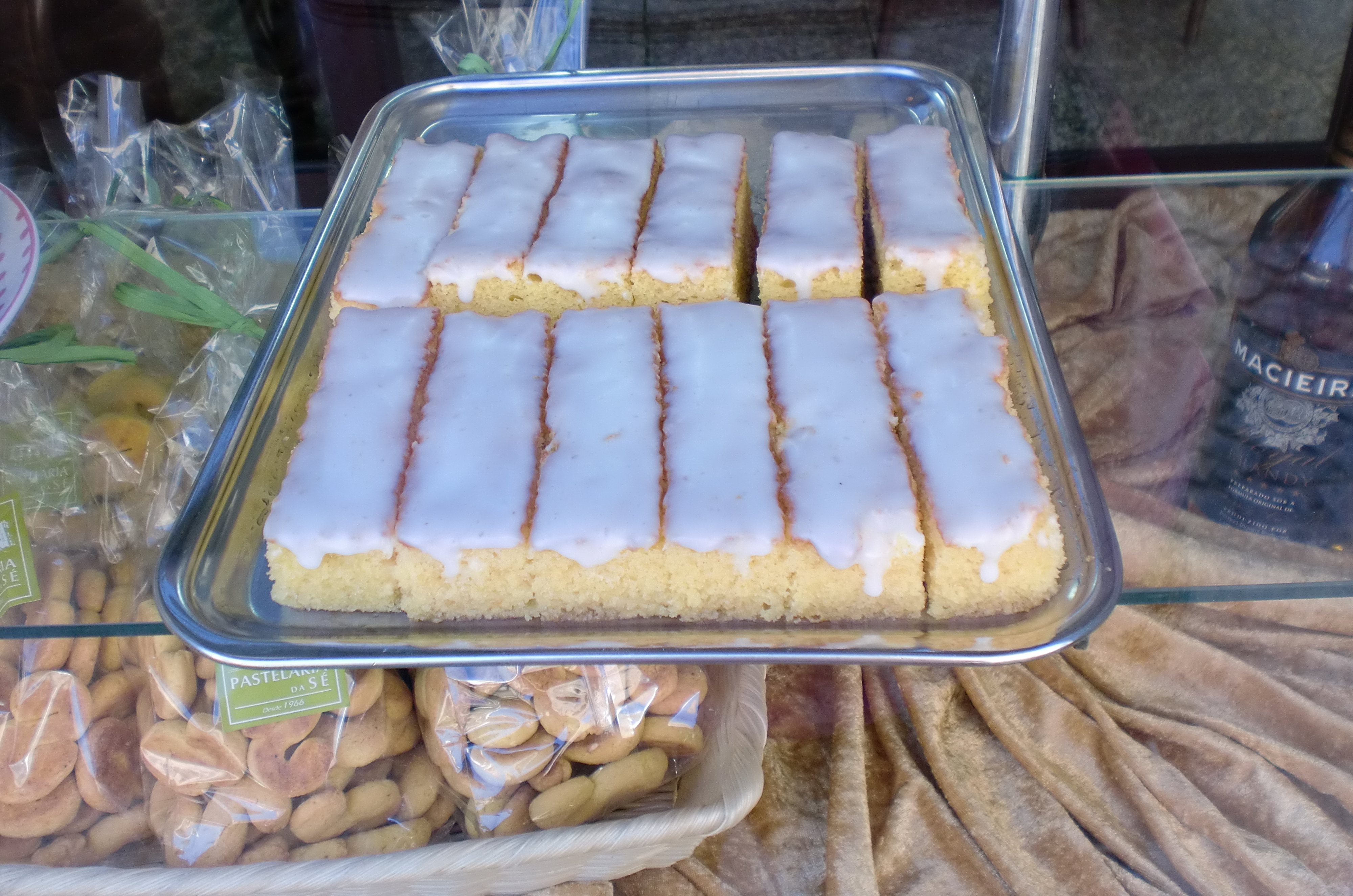
Cavaca de Resende

Cavaca este o prăjitură de origine portugheză. A fost inventată în vechile mănăstiri din Portugalia (convent⁠(d)). Este preparată din ouă, zahăr, făină, ulei de floarea-soarelui și vanilie.
Una dintre cele mai cunoscute varietăți este cavaca de Resende, provenind din localitatea portugheză Resende. Conform acestei rețete, după preparare se adaugă două tipuri de sirop de zahăr.

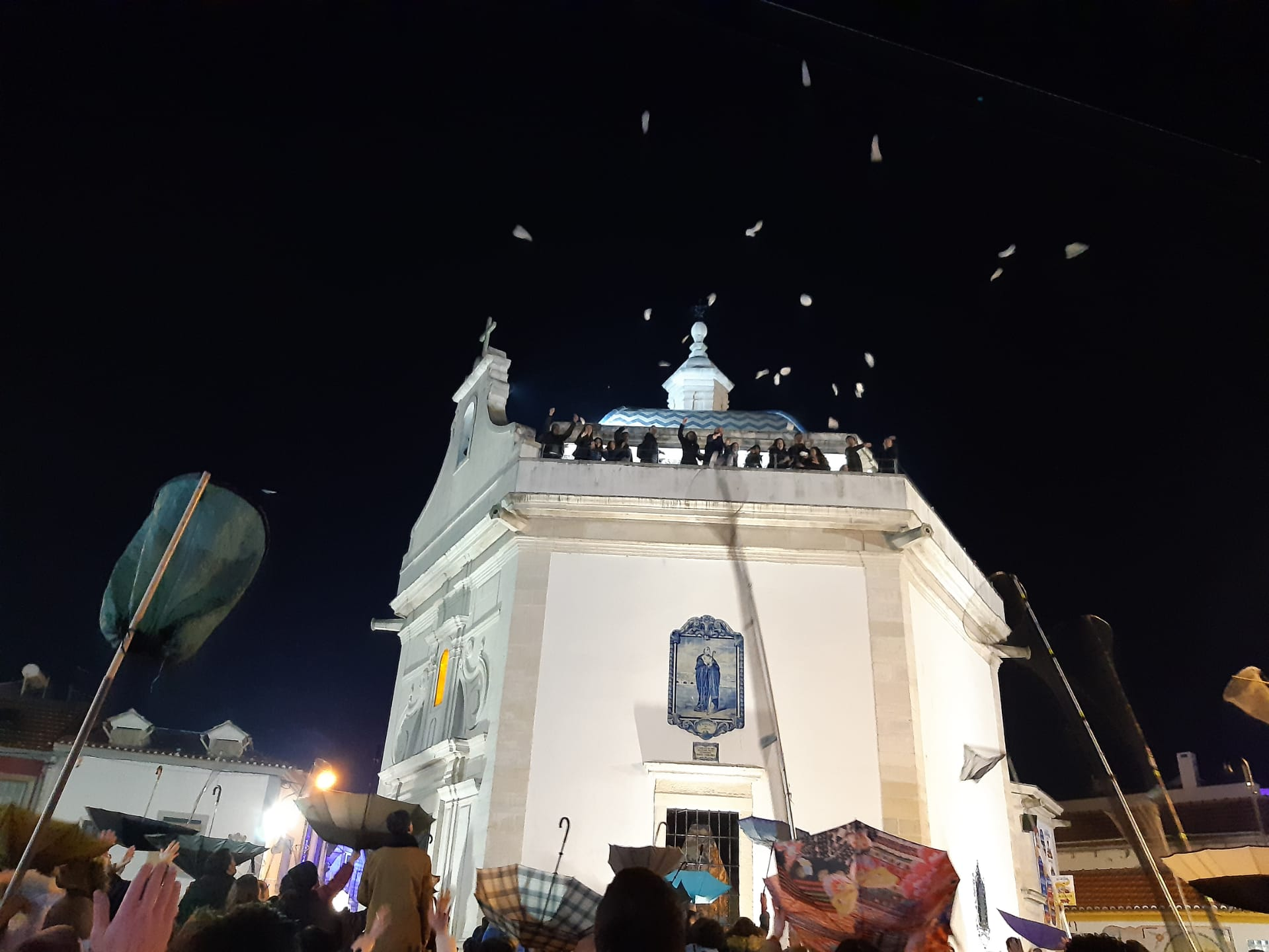
Cavaca aruncate de pe Capela Sfântului Gonçalo de Amarante din Aveiro

În orașul Aveiro, în fiecare an de hramul Sfântului Gonçalo de Amarante⁠(d) mii de prăjituri cavaca sunt aruncate de pe acoperișul capelei omonime, obiceiul simbolizând îndeplinirea promisiunilor.[nefuncțională]